# 1737 au théâtre
| Années du théâtre : 1734 - 1735 - 1736 - 1737 - 1738 - 1739 - 1740    |
| Décennies du théâtre : 1700 - 1710 - 1720 - 1730 - 1740 - 1750 - 1760 |

## Événements
- 21 juin : sanction royale de la loi sur la censure des théâtres (Licensing Act) au Royaume-Uni. Les pièces doivent désormais être approuvées avant leur mise en scène[1]. Les représentations théâtrales « légitimes » sont limitées aux théâtres de Drury Lane, Covent Garden et Haymarket[2]. La satire anonyme « The Golden Rump » (qui n'a peut-être jamais existé dans son intégralité) sert de prétexte aux partisans de la loi[3].

- 3 octobre : inauguration à Stockholm du Bollhuset (en), premier théâtre fixe de Suède[4] avec la représentation d’une comédie du comte Carl Gyllenborg, imitée de Molière et de Holberg, Den Svenska Sprätthöken (« Le Suédois esclave de la mode »)[5].

## Pièces de théâtre représentées
- La Métromanie, comédie d'Alexis Piron, château de Berny.
- 16 mars : Les Fausses Confidences, comédie de Marivaux, Paris, Théâtre-Italien.
- 21 mars : Fatal Curiosity (en), tragédie de George Lillo, Londres, Her Majesty's Theatre.

## Naissances
- 19 mars : Jean-Baptiste Fauchard, dit Grandmesnil, acteur et dramaturge français, sociétaire de la Comédie-Française, mort le 24 mai 1816.
- 20 juillet : Nicolás Fernández de Moratín, dramaturge espagnol, mort le 11 mai 1780.
- Date précise inconnue ou non renseignée :
  - Jean-Christophe Audinet dit Serville, acteur français, mort le 14 octobre 1805.

## Décès
- 6 janvier : Anne Pitel de Longchamp, dite Mademoiselle Du Rieu, actrice française, née le 22 octobre 1648.